# Gościce
Gościce (niem. Gostitz) – wieś w Polsce położona w województwie opolskim, w powiecie nyskim, w gminie Paczków.
Gościce leżą na Przedgórzu Paczkowskim, liczba mieszkańców to około 460 osób. Przedłużeniem wsi w Czechach jest wieś Horní Hoštice.
W latach 1945–1991 stacjonowała tu strażnica Wojsk Ochrony Pogranicza, która podlegała 45 Batalionowi WOP w Prudniku. Z dniem 16 maja 1991 roku strażnica została przejęta przez Straż Graniczną i funkcjonowała do 1 stycznia 2003 roku, kiedy to została rozformowania.

## Toponimia
Niemiecki nauczyciel Heinrich Adamy swoim dziele o nazwach miejscowości na Śląsku wydanym w 1888 roku we Wrocławiu wymienia nazwę Gostitz oraz słowiańską Gosticz. Jego zdaniem nazwa pochodzi od słowa tawerna, gospoda (Wirtshaus). Pochodzić może również od imienia Gościsław.

## Historia
Według Hansa Paschala i Josefa Zeha miejscowość Gościce powstała około 1000 roku. Wieś posiadała młyn, szynk, dwa duże gospodarstwa rolnicze. W okresie średniowiecza na terenie wsi znajdowało się grodzisko.

## Zabytki
Do wojewódzkiego rejestru zabytków wpisane są:
- kościół par. pw. św. Mikołaja, z XVII w., 1853 r.
- dom gminny, z XIX w.

## Turystyka
Przez Gościce prowadzi szlak rowerowy:
- Trasa rowerowa PTTK nr 60-c: Prudnik – Prudnik, Osiedle Tysiąclecia – Lipno – Prudnik-Las – Dębowiec – Pokrzywna – Jarnołtówek – Konradów – Głuchołazy – Kolonia Jagiellońska – Gierałcice – Biskupów – Burgrabice – Kijów – Gościce